# Pudu puda
Pudu puda (Пуду південний) — вид ссавців з родини Оленеві (Cervidae).

## Опис
Довжина голови й тіла: 85 см; висота плеча: 35–45 см; довжина хвоста: 8 см; довжина ріг: 7–10 см; вага 6,5–13,5 кг.
Вид має коротку, глянцеву, від червонувато-коричневого до темно-коричневого кольору шерсть, з трохи більш світлим і низом і ногами. Губи і внутрішні частини вух оранжуваті. Телята плямисті з білими плямами, ймовірно, для маскування. Тварина має округле тіло і короткі ноги, що, як вважають, є адаптацією для ковзання через густі зарості бамбука і зарості. Очі і вуха цього виду малі, а хвіст дуже короткий. Самці мають короткі, прості шипоподібні роги.

## Поширення
Тварина живе в нижній частині Анд Чилі та Аргентини. Населяє помірний дощовий ліс із густим підліском і заростями бамбука, які пропонують гарну ступінь покриття від хижаків. Тим не менш, P. puda іноді виходить у більш відкриті місця для харчування. Цей вид зустрічається на високих схилах гір до 1700 метрів над рівнем моря, але також на багато нижчих висотах і вздовж узбережжя.

## Поведінка
Це одиночні тварини, які тільки об'єднуються під час сезону розмноження, в квітні і травні. Цей олень активний і вдень і вночі, але в основному в кінці другої половини дня, ввечері й уранці, коли споживає листя, гілки, кору, бруньки, плоди і насіння. Через їх невеликі розміри, особини часто мають стояти вертикально на задніх ногах або стрибати на впалі стовбури дерев, щоб досягти більш високої рослинності. Оселище становить в межах їх від 16 до 26 га.

## Життєвий цикл
Самиці, як правило, мають одне оленятко щороку, з листопада по січень, після періоду вагітності близько семи місяців. Молодь віднімають від грудей у 2 місяці, досягає повних розмірів у 3, і стає статевозрілим у 6 місяців для самиць і від 8 до 12 для самців. Потомство може залишитися біля дорослої самиці протягом 8–12 місяців, перш ніж стати незалежним. Найдовший термін життя в неволі був виміряний у Роттердамі в зоопарку — 17,9 року. Смертність протягом першого місяця життя становить 26 % як для самців, так і самиць.

## Загрози та охорона
Основна загроза — руйнування його лісового місця проживання для розведення худоби, заготівлі лісу та інших людських дій. Фрагментація середовища проживання і втрати за рахунок конверсії лісів у відкриті землі й насадження екзотичних дерев становить велику проблему для виживання, таку ж, як вбивство автотранспортом та полювання. Інші загрози включають введення чужорідних видів, таких як Cervus elaphus з Європи, з яким пуду тепер доводиться конкурувати за їжу. Домашні собаки можуть також полювати на цього невеликого оленя.
Перебуває в Додатку I Конвенції про міжнародну торгівлю видами, які перебувають під загрозою зникнення. Це забороняє всю міжнародну торгівлю видом, але полювання все ж триває і досі є серйозною загрозою. На щастя, населення в Чилі стабілізувалося через зниження темпів руйнування місця існування. Популяції пуду існують у ряді національних парків. Міжнародна програма розведення тварин у неволі була розроблена для виду, хоча немає жодних планів звільнити вирощених у неволі особин у дику природу.

## Галерея

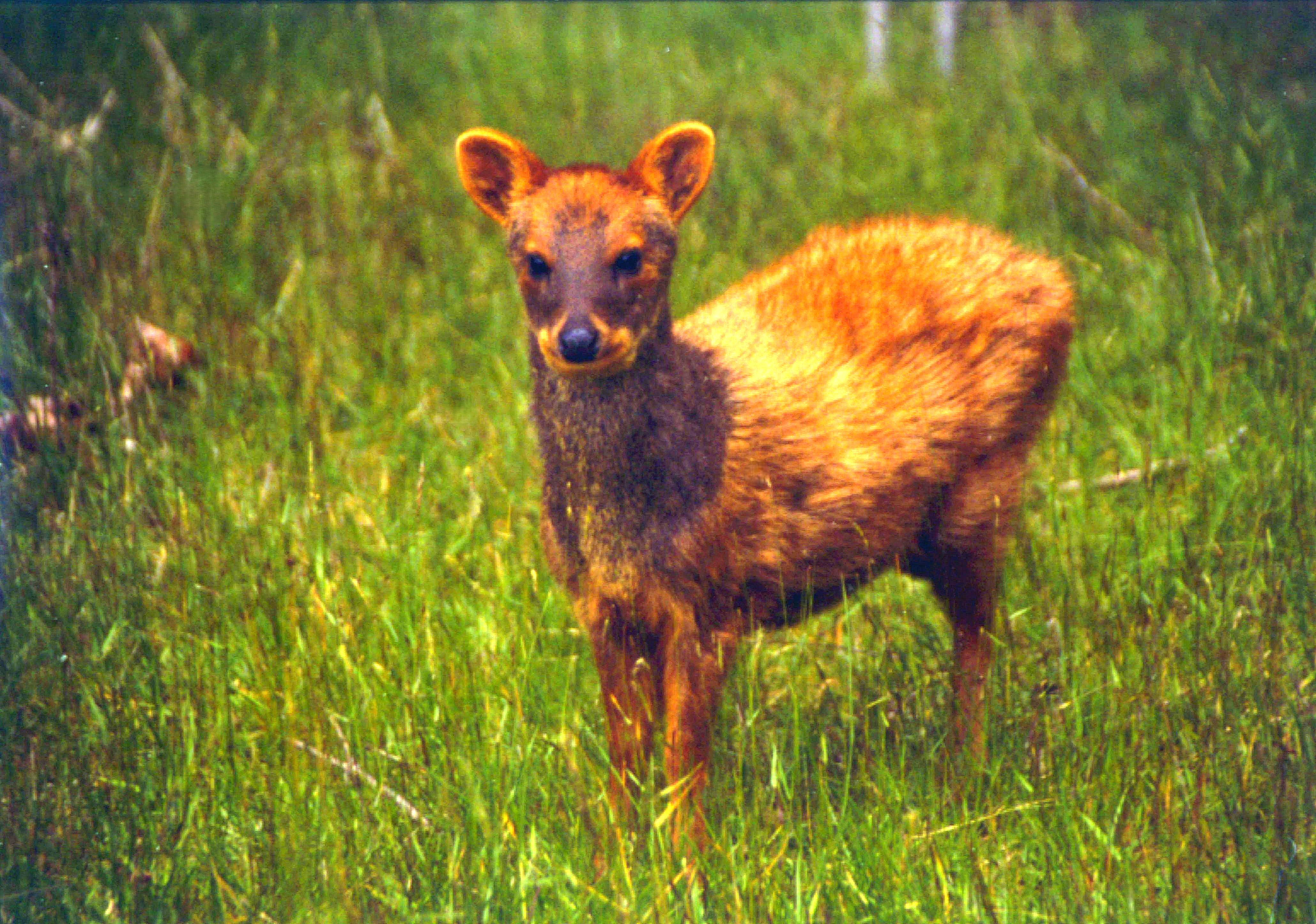
Самиця
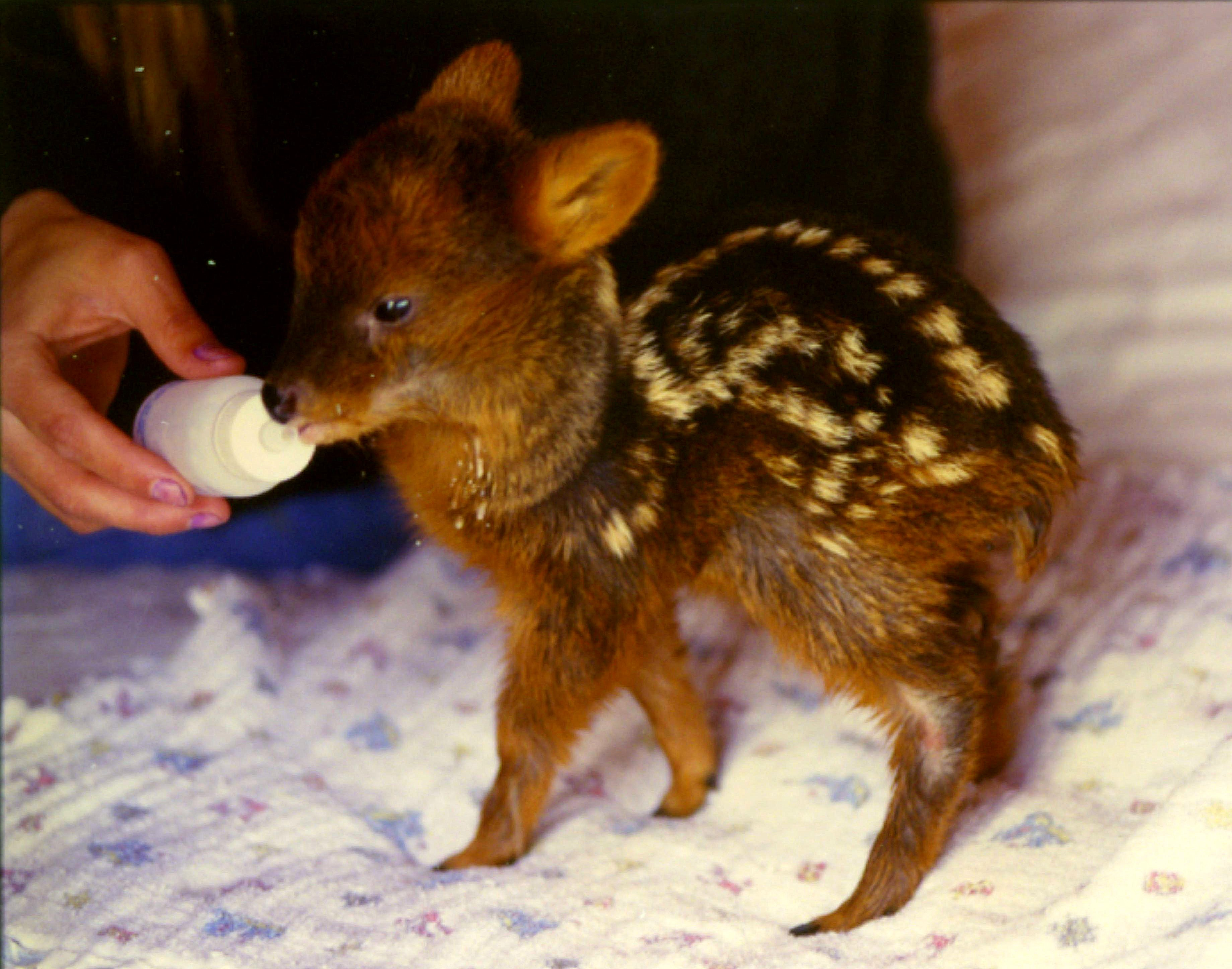
Дитинча
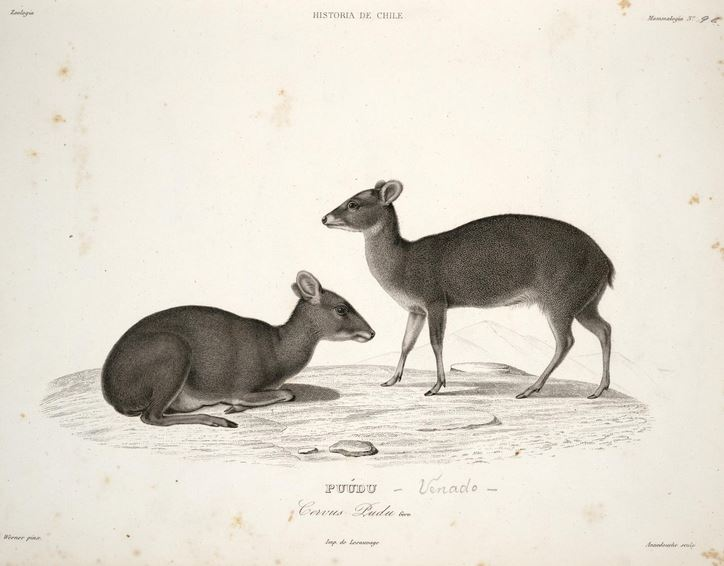
Ілюстрація